# Бобіна

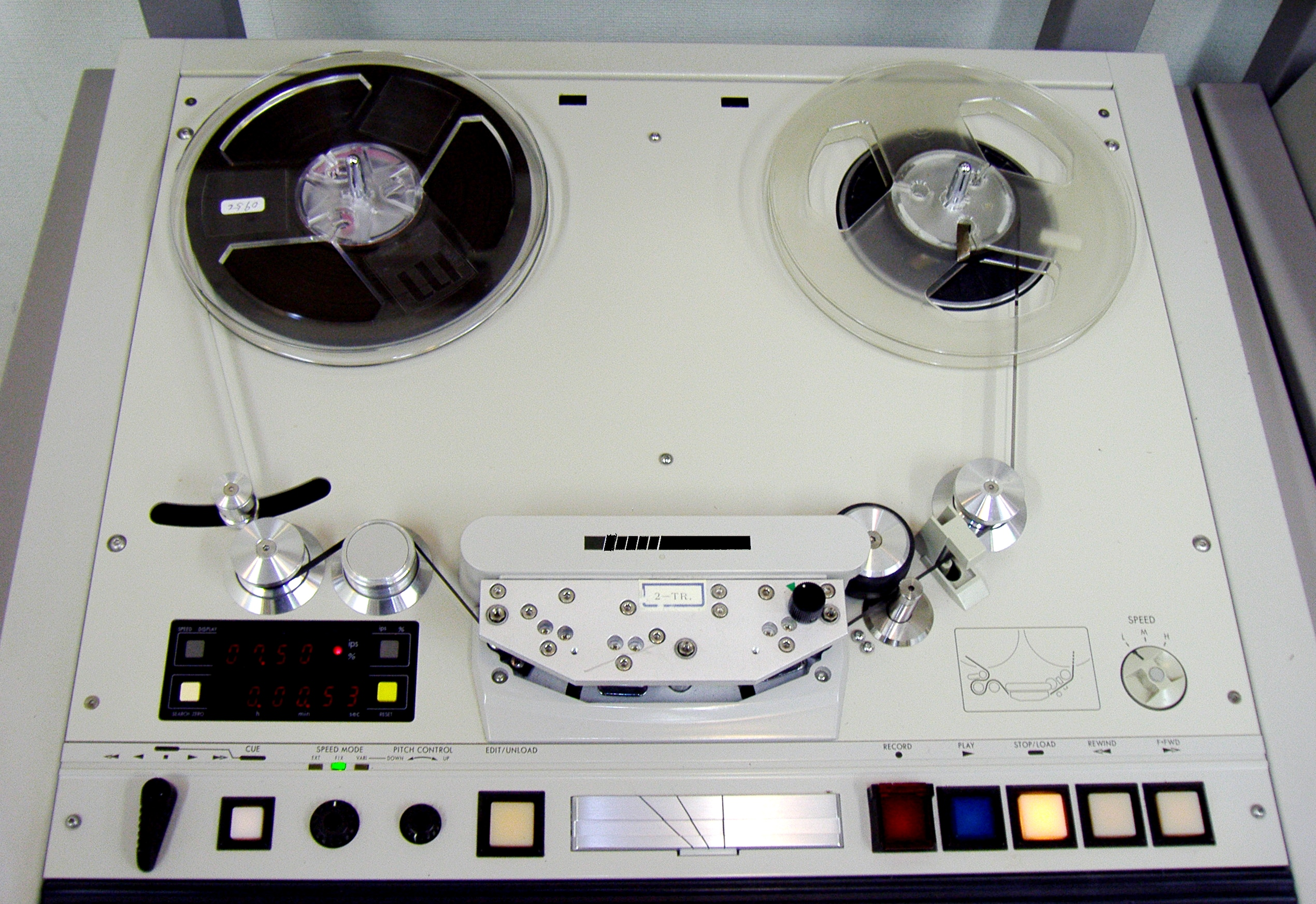
Студійний магнітофон. Магнітофонна плівка намотана на котушки (бобіни).

Бобі́на (від фр. bobine — котушка) або шпу́ля — котушка, на яку намотується гнучкий матеріал — кіноплівка, магнітна стрічка, мотузка, дріт, стрічка (але для останньої правильнішим буде термін рулон) і т. ін.
Найбільш відоме побутове використання слова «бобіна» пов'язано з бобінними (котушковими) магнітофонами та кінопроєкторами. Стандартний термін щодо магнітофонів — «котушка», до розповсюдження компакт-касет котушки називались також касетами.
Так само використовується як назва правильно (послідовно) намотаного, жорсткого мотка мотузки, кабелю, дроту — як з осердям, так і без.
У техніці бобінна заря́дка — спосіб зберігання носія інформації (гнучкого матеріалу), коли він намотаний на бобіну, та відбувається перемотування з цієї (що подає) бобіни на другу (що приймає). Він використовується в кінопроєкційній техніці й в монтажній та реставраційній роботі з архівними носіями інформації.

## Види бобін

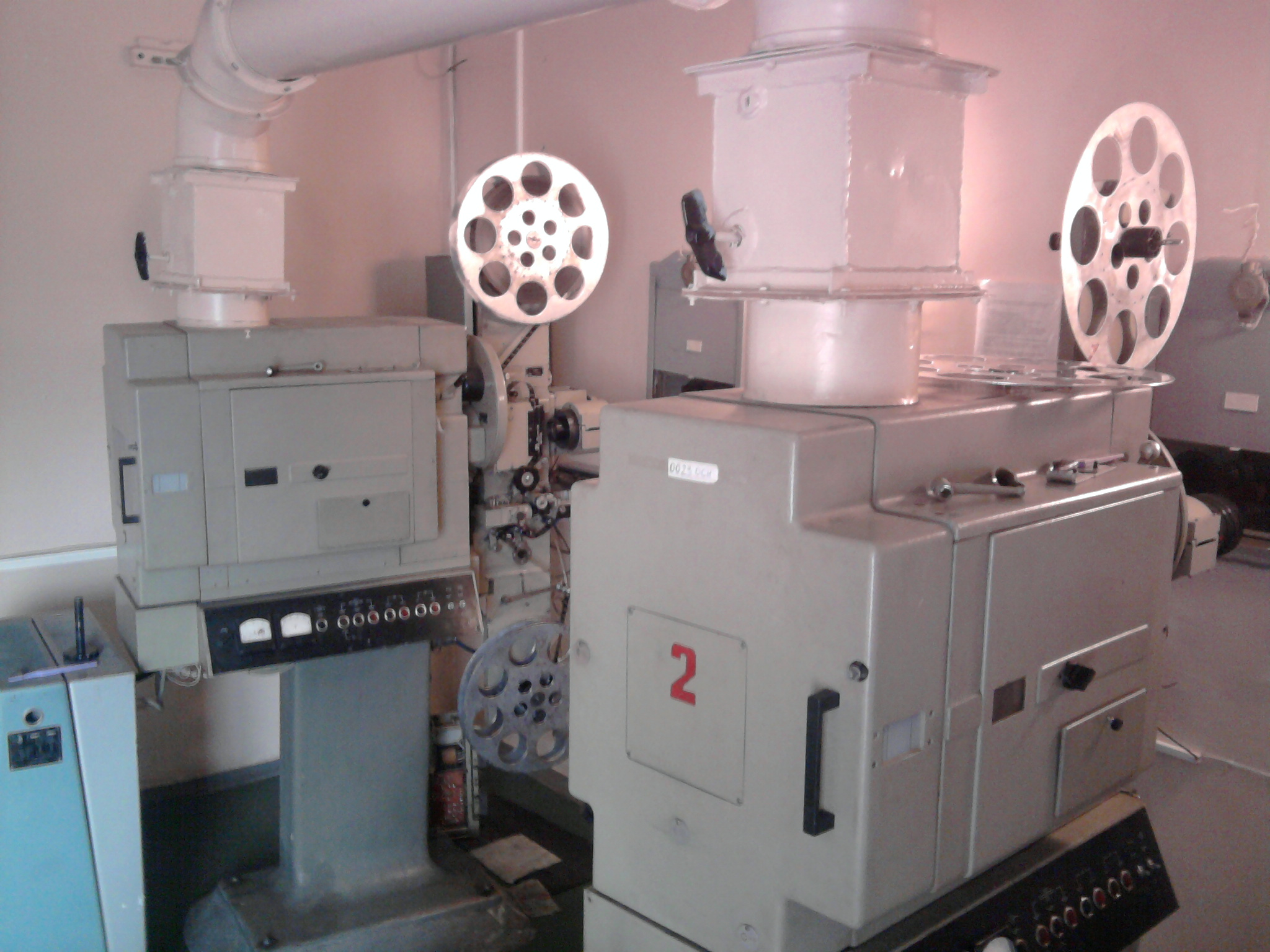
Кінопроєктори 23КПК-2 з встановленими на них бобінами

- Подаюча бобіна — котушка, з якої змотується матеріал або стрічка.
- Приймальна бобіна — котушка, на яку намотується матеріал або стрічка.
- Нескінченна бобіна — котушка з магнітною стрічкою, влаштована так, що стрічка вимотується з її центру, проходить звуковідтворювальний тракт та намотується назад на периферійну сторону рулону. Зазвичай має невелику кількість стрічки й відрізняється тим, що рулон намотується «рихло», витки прослизають відносно один одного. Використовувались в телефонних автоінформаторах, наприклад, у кінотеатрах в СРСР записувався репертуар на тиждень та розклад сеансів.
- Одностороння бобіна — моє осердя (часто-густо називається бобишкою) та нижню щітку. Використовується на монтажному столі.
- Розбірна бобіна — має можливість зняття однієї чи обох щіток.
- Бобіна дроту, котушка дроту — найчастіше безкаркасна, або призначена для розміщення в броньове осердя котушка з двома та більше виводами.

## Деякі спеціальні значення
- Бобіна в текстильному виробництві — вид упаковки ниток, тасьми.
- Бобіна в системах батарейного запалювання двигунів внутрішнього згоряння — синонім котушки запалювання.